# Хечи
Хечи (кит. спр. 河池, піньїнь: Héchí; чжуан. Hozciz) — міський округ у складі Гуансі-Чжуанського автономного району. Адміністративний центр — міський район Цзіньченцзян.

## Географія
Міський округ Хечи розташований на півдні Китаю, на північному заході автономного району Гуансі-Чжуан у півднній частині Юньнань-Гуйчжоуського плато. Округ гірський, з підвищенням висот від південного сходу до північного заходу. Найвища точка — гора «Безіменний пік», заввишки 1693 метри.
Межує з міськими округами: Лючжоу на сході, Лайбінь на південному сході, Наньнін на півдні, Байсе на південному заході, та провінцією Ґуйчжоу на півночі.

### Клімат
У Хечи домінує мусонний вологий субтропічний клімат.
| Клімат Хечи (1981−2010)                           | Клімат Хечи (1981−2010) | Клімат Хечи (1981−2010) | Клімат Хечи (1981−2010) | Клімат Хечи (1981−2010) | Клімат Хечи (1981−2010) | Клімат Хечи (1981−2010) | Клімат Хечи (1981−2010) | Клімат Хечи (1981−2010) | Клімат Хечи (1981−2010) | Клімат Хечи (1981−2010) | Клімат Хечи (1981−2010) | Клімат Хечи (1981−2010) | Клімат Хечи (1981−2010) |
| Показник                                          | Січ.                    | Лют.                    | Бер.                    | Квіт.                   | Трав.                   | Черв.                   | Лип.                    | Серп.                   | Вер.                    | Жовт.                   | Лист.                   | Груд.                   |                         |
| Абсолютний максимум, °C                           | 28,6                    | 31,5                    | 35,7                    | 37,8                    | 37,5                    | 37,5                    | 38,6                    | 39,2                    | 38,2                    | 35,6                    | 32,3                    | 29,8                    |                         |
| Середній максимум, °C                             | 14,5                    | 16,3                    | 20,0                    | 25,4                    | 29,1                    | 31,3                    | 32,8                    | 33,1                    | 31,3                    | 27,0                    | 22,4                    | 17,7                    |                         |
| Середня температура, °C                           | 11,0                    | 12,8                    | 16,2                    | 21,2                    | 24,8                    | 27,1                    | 28,3                    | 28,2                    | 26,4                    | 22,4                    | 17,7                    | 13,2                    |                         |
| Середній мінімум, °C                              | 8,6                     | 10,5                    | 13,6                    | 18,3                    | 21,6                    | 24,1                    | 25,1                    | 24,9                    | 22,9                    | 19,2                    | 14,6                    | 10,1                    |                         |
| Абсолютний мінімум, °C                            | 0,4                     | 1,5                     | 2,5                     | 8,0                     | 12,9                    | 17,3                    | 19,9                    | 20,1                    | 15,1                    | 9,8                     | 4,1                     | 0,2                     |                         |
| Норма опадів, мм                                  | 40.1                    | 47.1                    | 62.3                    | 108.5                   | 222.3                   | 304.4                   | 252.1                   | 195.2                   | 95.6                    | 68.9                    | 46.0                    | 28.3                    |                         |
| Вологість повітря, %                              | 74                      | 76                      | 76                      | 77                      | 77                      | 79                      | 78                      | 77                      | 73                      | 72                      | 71                      | 69                      |                         |
| ------------------------------------------------- | ----------------------- | ----------------------- | ----------------------- | ----------------------- | ----------------------- | ----------------------- | ----------------------- | ----------------------- | ----------------------- | ----------------------- | ----------------------- | ----------------------- | ----------------------- |
| Джерело: China Meteorological Data Service Center |                         |                         |                         |                         |                         |                         |                         |                         |                         |                         |                         |                         |                         |

## Демографія
У 2010 році населення Хечи становило 3 991 900 осіб. 83,89 % (2,826,400) з них належать до національних меншини. У Хечи живуть чжуани, хань, яо, мулао, маонань, мяо, кам та шуйці. Чжуани — 63,7 % (2 542 852 осіб), яо — 9,16 % (365 910 осіб) населення міського округу Хечи. Чжуани є найбільшою національною меншиною автономного району Гуансі-Чжуан.
| Назва             | Китайська спрощена | Піньїнь                       | Чжуанська                        | Площа | Населення (2010)         |
| ----------------- | ------------------ | ----------------------------- | -------------------------------- | ----- | ------------------------ |
| Цзіньченцзян      | 金城江区           | Jīnchéngjiāng Qū              | Ginhcwngzgyan Gih                | 2,340 | 308,133.01(73 % чжуани)  |
| Їчжоу             | 宜州区             | Yízhōu Qū                     | Yizcou Gih                       | 3,869 | 628 655 (74.01 % чжуани) |
| Наньдань          | 南丹县             | Nándān Xiàn                   | Namzdan Yen                      | 3,916 | 291 427 (33 % чжуани)    |
| Тянь'е            | 天峨县             | Tiān'é Xiàn                   | Dienhngoz Yen                    | 3,291 | 156 615 (57 % чжуани)    |
| Феншань           | 凤山县             | Fèngshān Xiàn                 | Fonghsan Yen                     | 1,738 | 195 716 (58 % чжуани)    |
| Дунлань           | 东兰县             | Dōnglán Xiàn                  | Dunghlanz Yen                    | 2,435 | 295 521 (85 % чжуани)    |
| Лочен-Мулао       | 罗城仫佬族自治县   | Luóchéng Mùlǎozú Zìzhì Xiàn   | Lozcwngz Bouxmohlaujcuz Swci Yen | 2,658 | 369 229 (31.7 % чжуани)  |
| Хуаньцзян-Маонань | 环江毛南族自治县   | Huánjiāng Máonánzú Zìzhì Xiàn | Vanzgyangh Mauznamzcuz Swci Yen  | 4,558 | 361 827 (69.71 % чжуани) |
| Бама-Яо           | 巴马瑶族自治县     | Bāmǎ Yáozú Zìzhì Xiàn         | Bahmax Yauzcuz Swci Yen          | 1,966 | 266 722 (70.13 % чжуани) |
| Дуань-Яо          | 都安瑶族自治县     | Dū'ān Yáozú Zìzhì Xiàn        | Duhnganh Yauzcuz Swci Yen        | 4,095 | 702 200 (73.98 % чжуани) |
| Дахуа-Яо          | 大化瑶族自治县     | Dàhuà Yáozú Zìzhì Xiàn        | Ginhsiu Yauzcuz Swci Yen         | 2,754 | 446 236 (33.23 % чжуани) |

## Адміністративний поділ
Адміністративно округ поділяється на 2 райони, 4 повіти, 5 автономних повітів:
| Карта | Карта             | Карта            | Карта            |
| --- | ----------------- | ---------------- | ---------------- |
| Цзіньченцзян Їчжоу Наньдань Тянь'е Феншань Дунлань Лочен- Мулао Хуаньцзян- Маонань Бама- Яо Дуань-Яо Дахуа- Яо |                   |                  |                  |
| Статус | Назва             | Оригінал         | Населення (2020) |
| Район | Цзіньченцзян      | 金城江区         | 372 521          |
| Район | Їчжоу             | 宜州区           | 549 359          |
| Повіт | Дунлань           | 东兰县           | 219 549          |
| Повіт | Наньдань          | 南丹县           | 275 554          |
| Повіт | Феншань           | 凤山县           | 169 845          |
| Повіт | Тянь'е            | 天峨县           | 143 155          |
| Автономний повіт                                                                                               | Бама-Яо           | 巴马瑶族自治县   | 236 152          |
| Автономний повіт                                                                                               | Дахуа-Яо          | 大化瑶族自治县   | 365 001          |
| Автономний повіт                                                                                               | Дуань-Яо          | 都安瑶族自治县   | 538 061          |
| Автономний повіт                                                                                               | Лочен-Мулао       | 罗城仫佬族自治县 | 272 672          |
| Автономний повіт                                                                                               | Хуаньцзян-Маонань | 环江毛南族自治县 | 276 076          |